# Chaenodraco wilsoni
Chaenodraco wilsoni — вид окунеподібних риб родини білокрівкових (Channichthyidae).

## Історія відкриття
Вид описаний у 1914 році Чарльзом Ріганом зі зразка, який виявив полярник-зоолог Едварда Адріана Вілсона, учасник експедиції Британської антарктичної експедиції 1910-1913 років на кораблі «Terra Nova», яку очолював Роберт Скотт. На честь Едварда Вілсона і названо вид.

## Поширення
Вид поширений в антарктичних водах на глибині 200-800 м. Трапляється на антарктичному континентальному шельфі Південних Оркнейських островів, Південних Шетланських островів та острова Мордвинова.

## Опис
Риба завдовжки до 43 см та вагою до 680 г.